# 구리사와 료이치
구리사와 료이치(일본어: 栗澤 僚一, 1982년 9월 5일 ~ )는 일본의 전 축구 선수이다.

## 구단 경력
그는 2004년부터 2018년까지 J리그의 FC 도쿄, 가시와 레이솔에서 활동하였다.